# Airy (månekrater)
Airy er et nedslagskrater på Månen, som ligger på Månens forside i det sydøstlige højland. og er opkaldt efter den engelske matematiker og astronom George B. Airy (1801-1892).
Navnet blev officielt tildelt af den Internationale Astronomiske Union (IAU) i 1935.

## Omgivelser
Airy er det sydligste af en kæde af kratere, som desuden består af Vogel- og Argelanderkrateret. Lidt længere mod syd ligger Donatikrateret.

## Karakteristika
Airykrateret har en nedslidt og noget polygonal rand, som er brudt i den nordlige og sydlige ende. Det har en uregelmæssig kraterbund med en central forhøjning.

## Satellitkratere
De kratere, som kaldes satellitter, er små kratere beliggende i eller nær hovedkrateret. Deres dannelse er sædvanligvis sket uafhængigt af dette, men de får samme navn som hovedkrateret med tilføjelse af et stort bogstav. På kort over Månen er det en konvention at identificere dem ved at placere dette bogstav på den side af satellitkraterets midte, som ligger nærmest hovedkrateret.Airykrateret har følgende satellitkratere:
| Airy | Bredde  | Længde  | Diameter |
| ---- | ------- | ------- | -------- |
| A    | 17,0° S | 7,7° Ø  | 13 km    |
| B    | 17,6° S | 8,5° Ø  | 29 km    |
| C    | 19,3° S | 4,9° Ø  | 34 km    |
| D    | 18,2° S | 8,5° Ø  | 7 km     |
| E    | 20,7° S | 7,6° Ø  | 38 km    |
| F    | 18,2° S | 7,3° Ø  | 5 km     |
| G    | 18,7° S | 7,0° Ø  | 25 km    |
| H    | 18,7° S | 5,8° Ø  | 9 km     |
| J    | 19,0° S | 6,1° Ø  | 4 km     |
| L    | 20,4° S | 7,5° Ø  | 6 km     |
| M    | 19,2° S | 7,6° Ø  | 1 km     |
| N    | 17,8° S | 8,2° Ø  | 8 km     |
| O    | 16,7° S | 8,3° Ø  | 5 km     |
| P    | 15,8° S | 8,4° Ø  | 7 km     |
| R    | 19,6° S | 8,8° Ø  | 7 km     |
| S    | 17,2° S | 9,4° Ø  | 5 km     |
| T    | 19,2° S | 9,4° Ø  | 40 km    |
| V    | 17.5° S | 9,2° Ø  | 5 km     |
| X    | 18,9° S | 10,2° Ø | 4 km     |

## Måneatlas
- Billeder af Airykrateret i LPI-måneatlasset